# Сула, Даниэль
Даниэ́ль Жан-Бати́ст Сула́ (фр. Daniel Jean-Baptiste Soula; 5 февраля 1906, Ганак, департамент Арьеж, Франция — 15 февраля 2001, Леваллуа-Перре, департамент О-де-Сен, Франция) — французский политик, депутат Национального собрания с 1936 по 1942 год.

## Биография
Родился 5 февраля 1906 года в коммуне Ганак, департамент Арьеж на юго-западе Франции. Сын кузнеца Армана Сула и домохозяйки Ирмы Капдевиль. Работал учителем в средней школе Сен-Пьер-де-Ривьера, затем — в Сабара. Занимал должность федерального секретаря партии Французская секция Рабочего интернационала по департаменту Арьеж.
Во втором туре выборов в Национальное собрание, произошедших 3 мая 1936 года, был избран депутатом от избирательного округа Памье в департаменте Арьеж, получив 9766 голосов из 10 298 принявших участие в голосовании. Входил в социалистическую фракцию в Национальном собрании; принимал участие в работе комиссий по гражданскому и уголовному законодательству, по почте, телеграфу и телефону и по здравоохранению.
Внёс несколько законопроектов, касавшихся социальной поддержки населения, дополнительного налогообложения рекламных доходов радиостанций, принимал участие в прениях по государственным бюджетам. В условиях начавшегося в рамках Второй мировой войны нацистского вторжения во Францию и отступления французской армии по всем фронтам, несмотря на свои левые взгляды, на заседании 10 июля 1940 года проголосовал за предоставление диктаторских полномочий маршалу Филиппу Петену, что остановило военные действия, но стало началом оккупации половины страны и создания в «Свободной зоне» коллаборационного Правительства Виши. 
После освобождения Франции, на состоявшемся в ноябре 1944 года чрезвычайном съезде своей партии был исключён из её членов как коллаборант, что поставило крест на его дальнейшей политической карьере.